# Estació de Wembley Central
Wembley Central és una estació de Network Rail servida per metro de Londres (Bakerloo Line), London Overground (LO) i trens del servei Southern. Els trens del metro i LO utilitzen les andanes de la línia Watford DC Line.
| Anterior estació                          |  | Metro de Londres                      |  | Següent estació                            |
| ----------------------------------------- |  | ------------------------------------- |  | ------------------------------------------ |
| North Wembleydirecció Harrow & Wealdstone |  | Bakerloo Line                         |  | Stonebridge Parkdirecció Elephant & Castle |
| London Overground                         |  |                                       |  |                                            |
| North Wembleydirecció Watford Junction    |  | Watford DC Line                       |  | Stonebridge Parkdirecció Euston            |
| National Rail                             |  |                                       |  |                                            |
| Harrow & Wealdstone                       |  | Southern Milton Keynes - East Croydon |  | Shepherd's Bush                            |